# The Chant
The Chant è un album a nome di Sam Jones Plus 10, pubblicato dalla Riverside Records nel 1961. Il disco fu registrato a New York City, New York (Stati Uniti) nelle date indicate nella lista tracce.

## Tracce
Lato A
1. The Chant – 3:24 (Victor Feldman) – Registrato il 13 gennaio 1961
2. Four – 4:23 (Miles Davis) – Registrato il 13 gennaio 1961
3. Blues on Down – 5:45 (Benny Golson) – Registrato il 13 gennaio 1961
4. Sonny Boy – 4:54 (Al Jolson, Buddy DeSylva, Lew Brown, Roy Henderson) – Registrato il 26 gennaio 1961

Lato B
1. In Walked Ray – 4:04 (Sam Jones) – Registrato il 26 gennaio 1961
2. Blue Bird – 4:10 (Charlie Parker) – Registrato il 26 gennaio 1961
3. Over the Rainbow – 6:33 (E.Y. Yip Harburg, Harold Arlen) – Registrato il 26 gennaio 1961
4. Off-Color – 4:26 (Rudy Stevenson) – Registrato il 13 gennaio 1961

## Musicisti
A1, A2, A3 e B4
- Sam Jones - contrabbasso
- Blue Mitchell - tromba
- Nat Adderley - cornetta
- Melba Liston - trombone
- Julian Cannonball Adderley - sassofono alto
- Jimmy Heath - sassofono tenore
- Tate Houston - sassofono baritono
- Victor Feldman - pianoforte
- Les Spann - chitarra
- Louis Hayes - batteria[3]

A4, B1, B2 e B3
- Sam Jones - violoncello
- Blue Mitchell - tromba
- Nat Adderley - cornetta
- Melba Liston - trombone
- Julian Cannonball Adderley - sassofono alto
- Jimmy Heath - sassofono tenore
- Tate Houston - sassofono baritono
- Victor Feldman - vibrafono
- Wynton Kelly - pianoforte
- Keter Betts - contrabbasso
- Louis Hayes - batteria[4]